# Cteniza moggridgei
Cteniza moggridgei là một loài nhện trong họ Ctenizidae.
Loài này thuộc chi Cteniza. Cteniza moggridgei được miêu tả năm 1874 bởi Octavius Pickard-Cambridge.